# Крепость Газиантепа
Крепость Газиантепа — крепость, впервые построенная Хеттской империей как обзорный пункт на вершине холма в центре Газиантепа, Турция.

## История
Позже Римская империя перестроила её как главную крепость во II—III веках нашей эры. Крепость была расширена и перестроена при императоре Юстиниане I между 527 и 565 годами нашей эры. Окружность замка круглой формы составляет 1200 метров. Стены построены из камня, крепость имеет 12 башен.
Крепость неоднократно реконструировалась и приняла окончательную форму в 2000 году. До землетрясения 6 февраля 2023 крепость использовалась как Панорамный музей обороны и героизма Газиантепа, здесь периодически демонстрировали документальный фильм о защите города от французских войск после падения Османской империи.
Крепость была серьёзно повреждена и разрушена 6 февраля 2023 года во время землетрясения на юго-востоке Турции. Сообщается, что бастионы разрушились, а обломки разбросаны по дороге. Железные перила были найдены на окрестных тротуарах, опорная стена крепости также обрушилась. В данный момент крепость находится на реставрации, окончание которой запланировано на конец 2025 года. 